# Racquel Sheath
Racquel Sheath (* 27. November 1994 in Morrinsville) ist eine ehemalige neuseeländische Radsportlerin.

## Sportliche Laufbahn
Racquel Sheath stammt aus einer Radsportfamilie und begann mit dem Radsport schon in jungen Jahren. 2012 errang sie zwei Medaillen bei den Junioren-Bahnweltmeisterschaften im neuseeländischen Invercargill. 2014 wechselte sie in die Elite und gehört seitdem zum Kader für die Mannschaftsverfolgung; im selben Jahr gewann das Team die Ozeanienmeisterschaft.
Bei den UCI-Bahn-Weltmeisterschaften 2016 in London belegte die Mannschaft mit Sheath, Lauren Ellis, Jaime Nielsen und Rushlee Buchanan den vierten Platz. Im selben Jahr wurde Racquel Sheath für den Start in der Mannschaftsverfolgung bei den Olympischen Spielen in Rio de Janeiro nominiert. Gemeinsam mit Jaime Nielsen, Rushlee Buchanan und Georgia Williams belegte sie Platz vier. Bei den UCI-Bahn-Weltmeisterschaften 2017 in Hongkong errang sie mit Rushlee Buchanan, Kirstie James, Jaime Nielsen und Michaela Drummond die Bronzemedaille in der Mannschaftsverfolgung. 2017/18 wurde sie Ozeanienmeisterin in Omnium und Mannschaftverschaftsfolgung, im Zweier-Mannschaftsfahren belegte sie mit Rushlee Buchanan Platz zwei. 2018 errang sie bei den Commonwealth Games mit Bryony Botha, Michaela Drummond, Kirstie James und Rushlee Buchanan die Silbermedaille mit dem neuseeländischen Vierer. Beim Bahnrad-Weltcup 2018/19 in Cambridge gewann sie mit Botha, Buchanan und James die Mannschaftsverfolgung.
Im Januar 2020 bestritt Sheath ihre letzte nationale Meisterschaft und beendete im August 2020 offiziell ihre Radsportlaufbahn. Anschließend wurde sie als Trainerin tätig und arbeitete im familiären Versicherungsbüro sowie in ihrem Nagelsalon Classy Claws.

## Erfolge
2012
- Junioren-Weltmeisterschaft – Mannschaftsverfolgung (mit Cassie Cameron und Alysha Keith)
- Junioren-Weltmeisterschaft – Omnium

2014
- Ozeanienmeisterin – Mannschaftsverfolgung (mit Lauren Ellis, Jaime Nielsen und Georgia Williams)
- Ozeanienmeisterschaft – Omnium

2017
- Weltmeisterschaft – Mannschaftsverfolgung (mit Rushlee Buchanan, Kirstie James, Jaime Nielsen und Michaela Drummond)
- Bahnrad-Weltcup in Santiago de Chile – Zweier-Mannschaftsfahren (mit Michaela Drummond), Mannschaftsverfolgung (mit Bryony Botha, Annie Foreman-Mackey und Allison Beveridge)
- Ozeanienmeisterschaft – Omnium, Zweier-Mannschaftsfahren (mit Michaela Drummond), Teamsprint (mit Emma Cumming)
- Ozeanienmeisterschaft – Punktefahren
- Neuseeländische Meisterin – Zweier-Mannschaftsfahren (mit Michaela Drummond), Mannschaftsverfolgung (mit Rushlee Buchanan, Jaime Nielsen und Bryony Botha)

2017/18
- Ozeanienmeisterin – Omnium, Mannschaftsverfolgung (mit Bryony Botha, Rushlee Buchanan, Michaela Drummon und Kirstie James)
- Ozeanienmeisterschaft – Zweier-Mannschaftsfahren (mit Rushlee Buchanan)

2018
- Commonwealth Games – Mannschaftsverfolgung (mit Bryony Botha, Michaela Drummond, Kirstie James und Rushlee Buchanan)

2019
- Weltcup in Cambridge – Mannschaftsverfolgung (mit Bryony Botha, Rushlee Buchanan und Kirstie James)
- Neuseeländische Meisterin – Teamsprint (mit Ellesse Andrews), Mannschaftsverfolgung (mit Bryony Botha, Rushlee Buchanan und Jessie Hodges)